# Права интерсекс-людей в Китае
Права интерсекс-людей в Китае (включая Китайскую Народную Республику, Гонконг и др.) нарушаются по ряду показателей. В основном нарушения прав происходят в сфере доступа к медицинской помощи и из-за принудительных операций на половых органах.

## История
В феврале 2018 года азиатские интерсекс-активисты опубликовали Заявление Интерсекс Азии и Азиатского интерсекс-форума, в котором изложены требования.

## Физическая неприкосновенность
Смол Люк (Гонконг) характеризует китайское общество как придерживающееся традиционных патриархальных взглядов, поощряющее воспитание интерсекс-детей как мальчиков, где это возможно. Она заявляет, что «политика одного ребенка» в материковом Китае привела к отказу, пренебрежению и смерти многих интерсекс-младенцев.
И Лук, и тайваньский активист Хикер Чиу открыто рассказали о медицинских вмешательствах, произведённых над ними в детстве. Чиу говорит, что хирургическая практика «нормализации» началась на Тайване в 1953 году. В Китае и Гонконге хирургические операции на телах интерсекс-детей стараются проводить как можно раньше. Например, клинический обзор, проведенный в 2014 году для 22 детей с врожденной гиперплазией надпочечников в Гонконге, показывает, что все дети в этом исследовании подверглись клиторэктомии. Он также показал тенденцию проводить ранние операции, когда ребенку 1-2 года, и оценку хирургического успеха с акцентом на внешний вид гениталий и необходимость дальнейших косметических операций.
Цены на операции в КНР делают медицинское лечение недоступным, что приводит к меньшему количеству принудительных вмешательств, но усугубляет проблемы со здоровьем для некоторых людей и приводит к повышенной вероятности отказа от таких детей и насилия над ними.
В 2015 году в докладе для Комитета ООН против пыток было выражено беспокойство по поводу отсутствия возможности к самоопределению в Гонконге и Китае, принудительных медицинских вмешательств в Гонконге, отсутствия государственной помощи и прав на вступление в брак, и проблем с насилием и дискриминацией. В ответ на материалы, представленные в Гонконге, Комитет Организации Объединенных Наций опубликовал рекомендации, призывающие отложить «не срочные, необратимые медицинские вмешательства» до тех пор, пока дети не станут достаточно взрослыми, чтобы дать полное, свободное и осознанное согласие. Комитет призвал провести расследование насильственных, недобровольных и принудительных действий в КНР, а также принять меры по защите физической и личной неприкосновенности интерсекс-людей.

## Защита от дискриминации
В сообщениях прессы в 2015 и 2016 годах приводились примеры отказа от детей, пренебрежения и даже покушения на убийство. Южно-китайская газета Morning Post сообщила о том, что в середине 2015 года в районе провинции Шаньдун был найден интерсекс-младенец, оставленный в парке. Позднее сообщалось о попытках убить ребенка-интерсекса в провинции Хэнань в середине 2016 года, попытки убийства были мотивированы тем, что ребёнок в глазах отца являлся «монстром».
В 2017 году гонконгская комиссия по равным возможностям совместно с Центром гендерных исследований Гонконгского института азиатско-тихоокеанских исследований при Китайском университете Гонконга обратилась к правительству Гонконга с просьбой ввести законодательство, обеспечивающее защиту от дискриминации по признаку интерсекс-вариаций, сексуальной ориентации и гендерной идентичности.

## Возмещения
Комитет Организации Объединенных Наций против пыток призвал к возмещению за недобровольные и принудительные вмешательства как в Китайской Народной Республике, так и в Гонконге.

## Документы
Смол Люк провел компанию за самоопределение гендерной идентичности, а также за признание третьего пола в Гонконге.

## Правозащитная деятельность
Первыми людьми в Китае, которые публично сообщили о том, что они являются интерсексами, были Хикер Чиу, основатель правозащитной организации Oii-Chinese, находящейся на Тайване, и Смол Люк основатель правозащитной организации Beyond the Boundary - Knowing and Concerns Intersex, находящейся в Гонконге.
В 2010 году Чиу провёл акцию «Бесплатные объятия с интерсексом» в Тайбэе. Oii-Chinese также читает лекции и проводит работы совместно с правительством. Цели Beyond the Boundary - Knowing and Concerns Intersex состоят в том, чтобы повысить осведомленность общественности об интерсексах и защищать права интерсекс-людей, включая запрет на принудительные операций по нормализации половых органов и конверсионной терапии. Люк призывает правительство Гонконга информировать общественность об интерсексах, вводить антидискриминационные законы, и прекратить хирургические вмешательства в тела интерсекс-детей, проводимые без их согласия.